# Велика Орішна печера
Вели́ка Орі́шна пече́ра — печера в Манському районі Красноярського краю (Східний Саян), за 3 км східніше села Орешноє, на лівому борту долини Тайгового Баджея. Велика Орішна є другою печерою Російської Федерації за протяжності ходів (після Ботовської печери) і першою за об'ємом підземних просторів. На 2002 рік відомо, що її довжина не менше 47 км. (за іншими даними — 58 км, що робить її найдовшою), з амплітудою 215 м. Глибина −195 м. Має лабіринтову будову, переважають похилі і горизонтальні ходи на різних рівнях. Більшість ходів і гротів об'єднані у великі системи.
Печера відома з давніх часів. Проте першу карту було складена в 1964, основний лабіринт розкритий в 1969. З 1977 — пам'ятка природи, що охороняється законом.